# 上恭ノ介のアイム・カミング
『上恭ノ介のアイム・カミング』（かみきょうのすけのアイム・カミング）は、2002年4月5日から2004年4月3日まで茨城放送で放送されていたワイド番組である。

## 概要
電話リクエスト、ラジオドラマ、人生相談ありのリスナーを飽きさせない6時間。果たしてラジオはどこまで遊べるかを追求する新しい週末バラエティ・ワイド。

『恭ノ介の天下御免』から引き続き上恭ノ介がパーソナリティを務めていた番組で、『恭ノ介の天下御免』は土曜に放送の長時間生ワイド番組であったが、本番組は金曜午後と土曜午後とに分けて放送という形になった。

## 放送時間
いずれも日本標準時。『IBSスーパーサッカー』の放送がある日には短縮放送を行った。
- 金曜 12:10 - 17:55
- 土曜 12:00 - 17:55

## オープニング
金曜版と土曜版で一部異なっている。
- 金曜版は番組テーマ音楽から始まり、上の声で番組タイトルを発した後、すぐ上と渡辺の挨拶から番組がスタートしていた。
- 土曜版は12:00の時報が鳴った後、スクーピーレポーターの中継先からスタートし、現地にいた一般人の方から番組タイトルをコールした後[1]テーマ音楽が流れて番組がスタートしていた[2]。

## 出演者
- 上恭ノ介
- 渡辺美奈子
- 鹿原徳夫 - 土曜のみに出演。

## コーナー
- コーラス歌う仲間たち（金曜）
- 柴田敏郎のパーソナルゴルフ
- トヨタミュージックドライブ（金曜）
- NISSANブルーステージ　MUSIC MUSIC（土曜）- 土曜13時からのコーナーで『天下御免』時代に放送されていた『ときめきSTATION』の後継コーナー。本番組から渡辺が担当し、かつて渡辺が担当していた『エピソードM』のコンセプトを引き継ぐ形にリニューアルされた。
- タウン・ウェイブひたちなか※ひたちなか市広報番組（第1金曜のみ）
- 切手のない贈り物（金曜）
- 映画情報（土曜）
- うきうきまるごと水族館（土曜）
- しあわせ発見（金曜）
- カスミ ミュージックストーリー（金曜）
- お仕事情報局（金曜）
- ラジオドラマ（金曜）
- 上様の事典[3]（金曜）
- のりおの疑問（土曜）